# 大江茂信
大江 茂信（おおえ の しげのぶ）は、南北朝時代の武将。漆川の戦いにおける南朝方大将。出羽国溝延城主。

## 生涯
大江時茂の子として誕生。

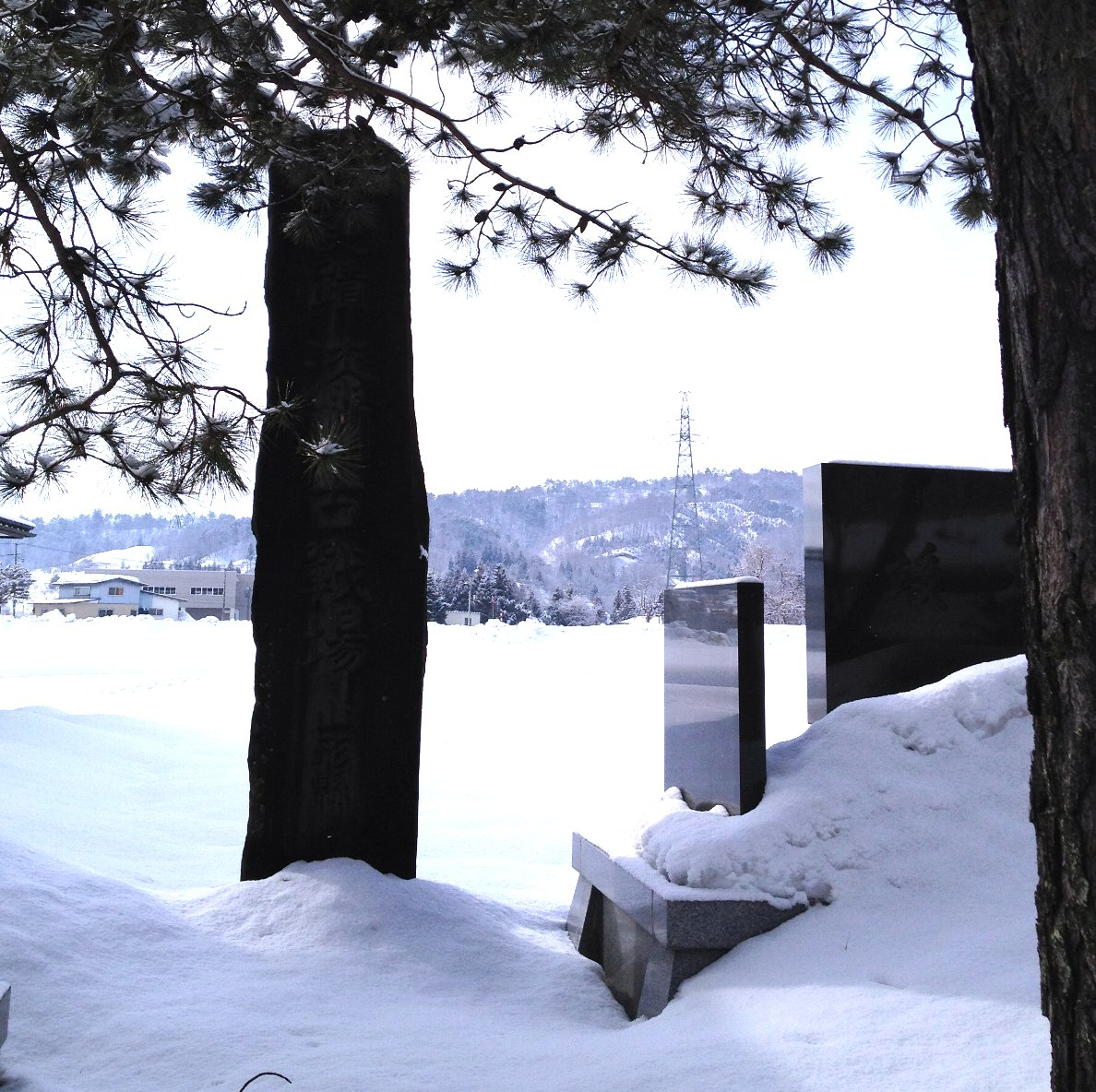
漆川古戦場碑

正平14年/延文4年（1359年）、祖父・大江元政が斯波兼頼との戦闘に敗れて没すると、跡を継いだ父・時茂は一族の子弟を寒河江荘内各地に配置し防御を固める戦略に出た。嫡男・茂信を溝延城、次男・左沢元時を左沢楯山城、茂信の子・政広を白岩城に配置し、さらに寒河江・柴橋・小泉・高屋・荻袋・見附にも楯を築いた。
正平23年/応安元年（1368年）、漆川の戦いが勃発すると、茂信は総大将として斯波兼頼・大崎直持の軍と戦うが一族61名が自害する大敗を喫する。この時、茂信自身も一族と共に自害した。
子孫からは寒河江大江氏庶流として、溝延氏・白岩氏・出羽吉川氏が派生した。

## 系譜
- 父： 大江時茂
- 子女
  - 大江家広 - 長男。少輔助二郎、備前守、修理亮。法名道賀宥光。大江氏宗廟吉川阿弥陀堂の別当になったとされる。
  - 白岩政広 - 次男。白岩三郎。白岩城に配され白岩氏の祖となる。
  - 寒河江時氏 - 末弟。没後養子となる。寒河江氏を称する。寒河江城を築城したとされる。